# Partido de Hipólito Yrigoyen
Hipólito Yrigoyen es uno de los 135 partidos de la provincia argentina de Buenos Aires. Se encuentra en el centro-oeste de la provincia, su cabecera es la ciudad de Henderson y las principales actividades son la agricultura y la ganadería.

## Conexiones viales
Hipólito Yrigoyen, cuenta con rutas que la unen con todo el país. La RP 86, con una extensión en el partido de 76 km, y la RN 226, comunican con  Mendoza, Buenos Aires, Bahía Blanca, Rosario y Mar del Plata. La ruta provincial número 86 se comunica con Necochea.

## Radio Club Henderson
- Señal:  LU8EXG
- Ftx 147,0900
- Frx 147,6900
- Subtono 77,0

## Localidades del Partido
- Enrique Lavalle (solo una parte, el resto pertenece a Daireaux)
- Henderson (cabecera del partido)
- Herrera Vegas
- María Lucila
- Coraceros

## Intendentes Municipales
| Intendente                      | Mandato                                                        | Partido |
| Osvaldo Martín Arpigiani (hijo) | 10 de diciembre de 1983 - 10 de diciembre de 1991              | PJ      |
| Osvaldo Martín Arpigiani        | 10 de diciembre de 1991 - 10 de diciembre de 1995              | PJ      |
| Enrique Tkacik                  | 10 de diciembre de 1995 - 10 de diciembre de 2015              | UCR GEN |
| Jorge Antonio Cortes            | 10 de diciembre de 2015 - 21 de agosto de 2019 (fallecimiento) | PJ      |
| Luis Ignacio Pugnaloni          | 21 de agosto de 2019 - en el cargo                             | PJ      |

## Población
Según los resultados definitivos del censo de 2022 la población del partido alcanza los 10.661 habitantes.

## INTA Villegas
Está bajo jurisdicción de la Estación Experimental Agropecuaria del Instituto Nacional de Tecnología Agropecuaria